# Seuneubok Lueng
Seuneubok Lueng is een bestuurslaag in het regentschap Aceh Barat van de provincie Atjeh, Indonesië. Seuneubok Lueng telt 210 inwoners (volkstelling 2010).